# 철인 28호 가오!
철인 28호 가오!(일본어:  鉄人28号 테츠진 니쥬하치고우 가오[*])는 요코야마 미쓰테루(横山光輝)의 만화작품 《철인 28호》를 원작으로 하는 5번째 애니메이션 작품이자, 단편 애니메이션이다. 2013년 4월 6일부터 2016년 3월 26일까지 후지 TV에서 전 151화가 방송되었다.

## 개요
《철인 28호》 애니메이션화 50주년에 맞아 2013년, 사랑스럽고 팝적인 무늬의 신감각 애니메이션으로서 부활.